# ランス・アームストロングのドーピング問題

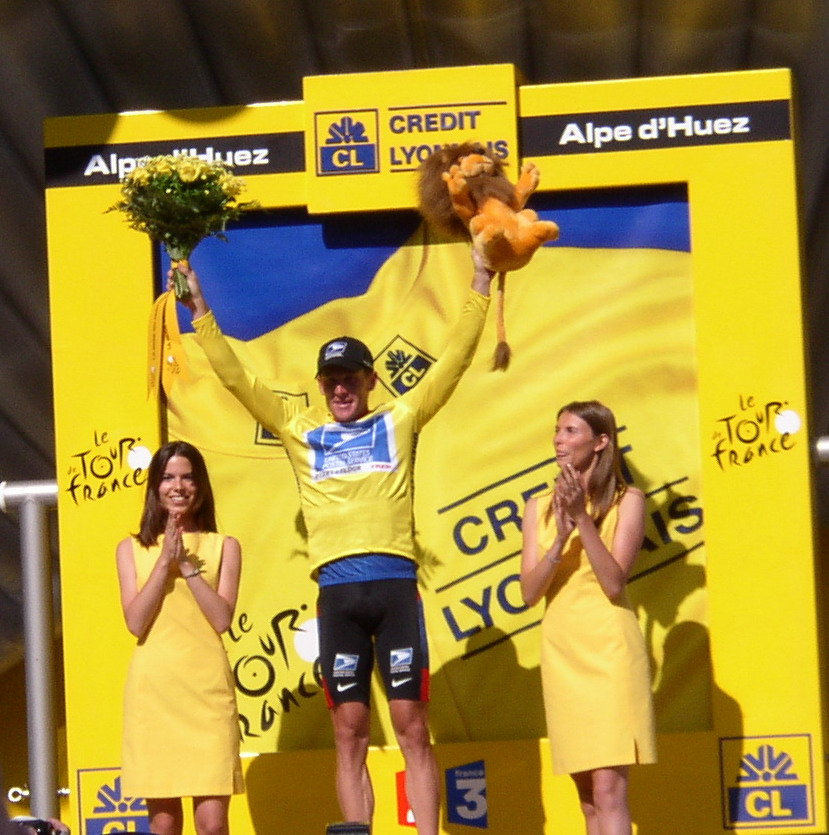
2003年のツール・ド・フランスにて
ツール・ド・フランス7連覇はドーピングによるものとして剥奪された

ランス・アームストロングのドーピング問題（ランス・アームストロングのドーピングもんだい）では、アメリカ合衆国の元自転車プロロードレース選手ランス・アームストロングの一連のドーピング問題について説明をする。

## 経緯

### グレッグ・レモンとの『論争』
2001年、グレッグ・レモンは当時ツール・ド・フランスを連覇中であったアームストロングの成功をドーピングの力によるものと示唆し、論争を巻き起こした。「アメリカ人によるツール総合優勝」「生命の危機からの奇跡の復帰」といった共通項を有する先輩が、ツールで活躍を続ける現役選手を批判したことは、世界的に衝撃を与えることになった。
さらに、アームストロングがツール連覇を続けた2004年7月にも、再び「もしもアームストロングがクリーンなら、まれにみる復活劇だ。そしてもしもクリーンではなかったとしたら、史上まれにみる茶番だ」とコメントした。また「ランスにはなんでも秘密にしておける才能があるようだね。どうやってみんなに潔癖さを信じ込ませ続けているのか私には理解不能だ」と『ル・モンド』紙へのコメントで語った。
これに対しアームストロングは反論し、著書においても引用している。

### ランディス、ハミルトンらの告発
2010年5月、元チームメイトだったフロイド・ランディスの証言によると、2002年のUSポスタル在籍時代に、当時同チーム監督のヨハン・ブリュイネールとアームストロングの手ほどきを受けてドーピングを行ったことがきっかけとなり、その後常習するようになったという。またランディスは、2003年にスペイン・ジローナにあるアームストロングのアパートで血液ドーピングに使用するための採血法をアームストロングに指導され、そのクローゼットにある冷蔵庫にはアームストロングとジョージ・ヒンカピーの血液が保管されていたと主張している。
スポーツ・イラストレイテッドの2011年1月24日号において、フロイド・ランディスとステファン・スチュアートの証言に基づき、アームストロングがヤロスラフ・ポポヴィッチと共謀して、イタリアで長年に亘ってドーピング行為を行っていたとされる5700単語以上からなる文書を入手したことや、アンチドーピングの権威である、ドン・キャトリン博士の調べによると、当人の尿から、テストステロン及びエピテストステロンの異常値が出ていたとする詳細なレポートを入手し公表。この記事に対し、アームストロングは事実無根であると否定。ポポヴィッチも同様に否定した。一方、キャトリンは、同記事についてのコメントを差し控えた。
2011年5月22日、アメリカのCBSテレビのドキュメンタリー番組である60 Minutesが放送され、1999年から2000年まで、当時ランス・アームストロングとUSポスタルでチームメイトだったフランキー・アンドリューの妻ベツィ・アンドリューが、アームストロングの薬物使用疑惑について語った。またタイラー・ハミルトンは60 Minutesの中で、アームストロングが総合優勝を果たした2001年のツール・ド・スイスにおいて、国際自転車競技連合（UCI） が、当時USポスタル監督のヨハン・ブリュイネールと共謀し、アームストロングのEPO使用を隠蔽したと告白。これに対し、UCIとブリュイネールは否定した。
2012年2月、アメリカ連邦捜査局は、ランディスの訴えによって開始したアームストロングのドーピング疑惑に対する調査を終了すると発表。米国において法的には無罪となることが確定した。調査資料は全米アンチドーピング機関に引き継がれた。

### USADAによる告発
2012年（以下、年が記されていないものについては2012年のことを指す）6月12日、全米アンチドーピング機関（USADA）はアームストロングに対し正式にドーピング違反であるとの判定を下した。ウォールストリートジャーナルはこれについて、「ツール・ド・フランスでの通算7回の総合優勝記録を一部ないしすべてはく奪される可能性がある」と報じた。USADAは、12日にアームストロング宛に15ページに亘る告発状を送付。またワシントン・ポストにも同様の書面が送付され、14日、同紙が内容の概要を公開。USADAによると、アームストロングにはエリスロポエチン(EPO)、輸血（血液ドーピング）、テストステロン、コルチコステロイド及びそのマスキング剤の使用疑惑があり、さらにそれらを他の選手に横流ししていた可能性があるとしている。またUSADAは、当時アームストロングのチーム・マネジャーであったヨハン・ブリュイネールが深く関与している点も告発している。さらに上記に関連して、かつてUCIのバイオロジカルパスポートのパネラーだったマイケル・アシェンデン博士は、UCIがアームストロングのドーピング違反隠蔽に関与していた可能性に含みを持たせる発言を行った。これに対し、1999年から2004年までUSポスタル、2009年及び2010年までアスタナのチームドクターを務めたガルシア・デル・モラルは、USADAのアームストロングに対する告発状を全否定した。
イタリアのガゼッタ・デロ・スポルトによると、イタリアの捜査官が、2006年にアームストロングが、ミケーレ・フェッラーリ博士に46万5000ドルを支払っていたことをつきとめた。フェッラーリはこれまで、フロイド・ランディスなど、ドーピング違反となった選手の指南役として活動していた経験がある。6月19日、アームストロングのドーピング疑惑に関連して、イタリアオリンピック委員会(CONI)は、フィリッポ・ポッツァートがミケーレ・フェッラーリに4万～5万ユーロを支払っていたという、同月16日付のラ・レプッブリカの報道を受け、当日、ポッツァートに聴聞した。6月29日、合衆国アンチ・ドーピング機関(USADA)の独立機関、アンチ・ドーピング審査会(ADRB)が、満場一致でアームストロングに対するドーピング告発例を支持することを表明した。
7月5日、オランダの日刊紙、デ・テレフラーフ（en:De Telegraaf）は、ジョージ・ヒンカピー、リーヴァイ・ライプハイマー、クリスティアン・ヴァンデヴェルデ、デヴィッド・ザブリスキーの4選手が、合衆国アンチドーピング機関(USADA)において、自らのドーピングを認め、アームストロングについての証言を行った後に、6か月間の出場停止処分を受け入れる考えがあることを報道。しかし、ライプハイマーはそのようなことは何も知らないと述べた。加えて、USADAのチーフ、トラヴィス・タイガートは、「メディアの憶測は、不正確な情報につながる」として、証人を保護する立場であることを踏まえ、特に4人を名指しで報じたことに不快の念を示した。
7月10日、アメリカ合衆国連邦裁判所のテキサス州オースティン地方裁判所は、USADAの規則が公正な裁判を受けるアスリートの基本的権利を侵害すると主張して上訴していたアームストロングの訴えを却下した。同日、USADAは、自転車チームのコンサルタント医師を務めたミケーレ・フェッラーリ、アスタナのチームドクターだったガルシア・デル・モラル、USポスタルサービスやディスカバリーチャンネルでトレーナーを務めたペペ・マルティーの3名に対し、永久追放勧告を行った。
7月11日、USADAはアームストロングに対し、2012年6月13日に告発したドーピング違反に対する制裁措置について、受け入れるか、はたまた不服申し立てを行うかについての決断期間を、当年7月14日から起算して、30日間延長することを了承した。
7月13日、ニューヨーク・デイリーニューズは、USADAが2008年から2012年までの間、アームストロングから採取した血液サンプルのうち、38体が異常の兆候が現れていると報じた。例えば、2009年5月31日に採取されたサンプルのヘマトクリット値は38.2%だったにもかかわらず、同年6月16日に採取されたものは45.7パーセントにもなっていた、としている。また、『渦中の人物』となっているミケーレ・フェッラーリ博士は、USADAが調査中の一連のドーピング疑惑について、全く身に覚えがないとする表明を、メディアを通じて行った。さらに、ジョン・マケイン・アメリカ合衆国上院議員は、USADAが調査中のアームストロングのドーピング疑惑解明に全面的に協力する旨を公表。
8月4日、USADAが、アームストロングに関する一連のドーピング疑惑についての管轄権を移管するようUCIから求められたが、それを拒否していたことが明らかになった。8月9日、USADAは、USポスタルサービスやディスカバリーチャンネルでトレーナーを務めたペペ・マルティーを、選手にドーピングを誘導し続けたとして「永久追放処分」とすることを決した。8月17日、USADAが、アームストロング問題についての、大詰めの論議に入った。
国際オリンピック委員会(IOC)は8月9日、2004年のアテネオリンピックの個人タイムトライアルにおけるタイラー・ハミルトンの優勝記録を取り消すことを決し、これに伴い、ヴィアチェスラフ・エキモフ（ロシア）を金、ボビー・ジュリック（アメリカ）を銀、マイケル・ロジャース（オーストラリア）を銅の各メダル獲得認定者とする見通しとしていたが、同月10日、ハミルトンの金メダルはく奪を決定した。なお、ハミルトンは上記の通り、自身のドーピング違反例を認め、かつアームストロングのドーピング違反例を告発した人物である。
8月20日、アメリカ合衆国連邦裁判所のテキサス州地方裁判所は、USADAのアームストロングに対する告発例は正当なものであるとして、過日、アームストロングが人権侵害等であるとしてUSADAを相手取って上訴した事例を却下した。
8月23日、アームストロングと弁護士団は、USADAから提示されていた制裁措置についての今後の取り扱いについて、「これは魔女狩りである。」として、制裁を受け入れるつもりもなければ、USADAに不服申し立てを行うつもりもないことを明らかにした。またサイクリングニュース（cyclingnews.com）によると、USADAのアームストロング対するドーピング告発事例は1998年からにまでにさかのぼり、違反事例は、エリスロポエチン(EPO)、コルチコステロイド、ヒト成長ホルモン、輸血時ドーピング及びそのマスキングにまで及ぶとしている。

## 「永久追放」宣告

### 宣告から確定までの経緯
2012年8月24日、前日までにアームストロングが不服申し立てを行わなかったことを受け、USADAは、1998年8月1日以降の記録を全て抹消した上で、アームストロングに対し、「永久追放」宣告を行った。。以下はアームストロングを「永久追放」宣告するに至った、USADAの見解である。
- エリスロポエチン(EPO)、自己血輸血（血液ドーピング）、テストステロン、副腎皮質ステロイド、およびそれらマスキング剤の使用歴があると考えられること。
- EPO、輸血関連機器（例:測定針、血液バッグ、貯蔵容器と他の輸血機器や血液パラメータなど）、テストステロン、コルチコステロイドおよびマスキング剤などを所持している疑いがあること。
- EPO、テストステロン、副腎皮質ホルモン剤を他者へ「横流し」していた形跡があること。
- EPO、テストステロン、コルチゾンを他者へ投与した形跡があること。
- 支援奨励、幇助、教唆、隠蔽など、複数のアンチ·ドーピング規則違反が見られること。

またUSADAは、1998年8月1日以降の成績抹消について、次の通り見解を示した。
- 元チームメイトなどの証言や観察等を通して、1998年以前から2005年までの期間中にEPO、輸血（時ドーピング）、テストステロン、コルチゾンなどの使用歴があると考えられること。
- EPO、テストステロン、ヒト成長ホルモンについては、1996年頃から使用していた可能性があること。
- 1999年から2005年までの期間に、EPO、輸血、テストステロン、コルチゾンなどの物質の提供（横流し）を行った上、それら物質の処方指導や投与をアームストロングが行っていたことを示す証拠を、元チームメイトらから提供を受けたこと。
- 2009年、アームストロングが4年ぶりにツール・ド・フランスに出場するまでの間、EPO、輸血時ドーピングが行われていたとする、科学的データが存在すること。

8月26日、USADAの最高経営責任者（CEO）であるトラヴィス・タイガートは「USADAの裁定、処分には8年間の時効があるが、選手がドーピングを認めて調査に協力しなければ適用されない。アームストロングが調査に協力していたならば、例えば、ツール・ド・フランスの総合優勝記録取消は、8年前までの2004年、2005年の2回だけの可能性があった。今後ランスがドーピングを認めるならば、永久追放は取り消してもよい」と表明した。
8月30日、フランス自転車競技連盟（FFC）は、USADAがアームストロングに対して永久追放宣告を行ったことに対して、称賛する声明を行った。その上で、アームストロングのツール・ド・フランス総合優勝記録等の抹消のみを行うことを要望。併せて、獲得した総合優勝賞金等を全て含めて換算して割り出した、295万ユーロ相当金額を返還するよう要望した。9月9日、国際オリンピック委員会(IOC)の法務委員であるデニス・オズワルドは、アームストロングが2000年のシドニーオリンピックの個人タイムトライアルで獲得した銅メダルの取り扱いについて、具体的にどのような処置を取るかについては決めかねていると、AP通信のインタビューに答えた。また、当年開催のシカゴマラソンに、アームストロングは参加できないことも併せて述べた。
9月26日、USADAは、国際自転車競技連合(UCI)と世界アンチ・ドーピング機関(WADA)に対し、当初の当月末の期限を先延ばしし、当年10月15日頃をメドに、アームストロングのドーピング履歴に関する証拠書類を提出する見通しだとすることを表明。これに対し、UCI会長のパット・マッケイドは、なぜ先延ばしされるのかという疑問を呈するコメントを残した。
10月8日、UCIのバイオロジカル・パスポートに携わっていたこともある、医学博士のマイケル・アシェンデンは『カリフォルニア・ウォッチ』のインタビューで、アームストロングが、2009年のツール・ド・フランスにおいても、ドーピング違反の疑いがあるとする話を述べた。
10月10日、USADAのCEO、トラヴィス・タイガートは、USポスタルサービスチームにおける一連のドーピング違反事例についての調査報告書を公表した。USADAは、アームストロングが、ドーピングの「黒幕」と目される医学博士のミケーレ・フェッラーリに対し、100万ドルを超える「顧問料」を支払っていたことを、2人との間で取り行われた金銭授受明細書に基づいて明らかにした。またUSADAは、かつてUSポスタル、ディスカバリーチャンネルでチームぐるみのドーピングが行われていたことを証言した11名の元チームメイトの名前を発表（リーヴァイ・ライプハイマー、クリスティアン・ヴァンデヴェルデ、デヴィッド・ザブリスキー、トム・ダニエルソン、ジョージ・ヒンカピー、マイケル・バリー、フランキー・アンドリュー、タイラー・ハミルトン、フロイド・ランディス、ステフェン・スワールト、ジョナサン・ヴォーターズ）。このうち、ライプハイマー、ヴァンデヴェルデ、ザブリスキー、ダニエルソン、ヒンカピー、バリーの6選手に対し、6か月の出場停止処分と該当期間の成績剥奪処分を下した。6選手は、その期間についてのドーピング歴をUSADAが公表したところ、全選手がこれを認めたため、処分を受け入れた。加えてUSADAは、アームストロングがUSポスタル時代にドーピングを是とするチーム土壌を醸成したとする報告書を、当時チームメイトだった上記選手の証言を交えながら公表した。さらにUSADAは、USポスタル時代に監督だったヨハン・ブリュイネールが、選手にドーピングを強要していた首謀者であるとの声明を発表した。一例として、マイケル・バリーとデヴィッド・ザブリスキーが、ブリュイネールから、エリスロポエチン(EPO)の使用を強要されたことを明らかにしている。
アームストロングと個人契約を結んでいるナイキは、USADAの上記の報告書が公表された後も、引き続き支援していく方針をオレゴンライヴ新聞に伝えた。
10月12日、同月10日のUSADAの声明を受け、ツール・ド・フランスの責任者、クリスティアン・プリュドムは、上記8月24日にUSADAが示した処分が決定された場合、総合優勝等の記録を抹消する考えを明らかにした。10月13日、国際オリンピック委員会(IOC)は、ドーピング違反にかかる時効は8年とされているものの、USADAがアームストロングの成績を、1998年8月1日以降抹消したことを受け、それに倣い、アームストロングが獲得した2000年のシドニーオリンピック・個人タイムトライアルの銅メダルについても剥奪できると表明。
10月15日、BBCラジオで、『Peddlers - Cycling's Dirty Truth.』という番組が放送され、タイラー・ハミルトンをはじめ、元女性マッサージ師などが、アームストロングのドーピングを語った。
10月16日、ニューヨーク・デイリーニュースは、グレッグ・レモンの妻・キャシーの150ページにも及ぶ報告書に触れ、ナイキが2006年当時、報奨金支払の有無を巡って、アームストロングのスポンサーだったSCAプロモーションズと係争中だったことを受け、1999年にサドル痛防止のために使用していた副腎皮質ステロイド入りのクリームがドーピング違反になることを恐れ、そのドーピング隠蔽の「口利き料」として、当時のUCI会長だったハイン・フェルブリュッヘン所有のスイスの口座に50万ドルを振り込んだとする話を報じた。これに対し、ナイキはそのような事実はないと否定し、またフェルブリュッヘンも否定した。
10月17日、ナイキは、当月10日にアームストロングを支援する旨を表明したことを撤回し、当日、自社のウェブサイトで契約解除したことを表明した。また、ベルギーのビールメーカー、アンハイザー・ブッシュ（AB）インベブもまた、年末に同氏との契約が満了した後、更新しないことを明らかにした。なお、両社とも、がん患者支援の「リブストロング」財団の取り組みの支援は継続する方針を示した。

### タイトル剥奪
10月19日、国際自転車競技連合（UCI）は、アームストロングにかかるUSADAの報告書についての見解を22日の月曜日に決断することを表明。10月22日、UCIはスポーツ仲裁裁判所（CAS）には上訴せず、USADAの裁定を受け入れる事を発表、シドニーオリンピック・個人タイムトライアルにおける銅メダル獲得事例や、自転車以外の競技で収めた成績を除く、1998年8月1日以降の全タイトルの剥奪が確定した。この決定に対し、USADAは歓迎の旨を表明した。
11月1日、国際オリンピック委員会(IOC)はアームストロングへの調査を開始した。2000年のシドニーオリンピック・個人タイムトライアルにおける銅メダルの取り扱いについて今後議論される見通しとなった。2013年1月17日、IOCはアームストロングのシドニーオリンピック・個人タイムトライアル銅メダルを剥奪すると発表した。

## 本人による告白
2013年1月15日、前日の1月14日に収録されたテレビ番組においてアームストロング自らドーピングを認めた、と報じられた。1月17日、14日に収録されたインタヴューが放送され、アームストロング本人がドーピングを認め、ガンになる前からドーピングをしていた、などと語った。

## 反応等

### 反論
本人がドーピングを認める以前には、アームストロングと彼の弁護人および米内外のサイクリストやジャーナリスト、自転車関連メディアからは以下の反論が示されていた。
アームストロングが不服申し立て放棄に合わせて発表した声明文では、「魔女狩り」や、犠牲が家族や基金の仕事に及んできたと述べた上で、「USADAは申し立てをする司法権を持っていないにもかかわらず、（ドーピングを認めなかったために）8年の出訴期限を上回る17年間の罪を申し立てた」「USADAは他の(ドーピング違反をした)選手達に、私がドーピングをしていたと証言さえすれば、彼ら自身の罪を回避出来るよう取引し、事実、取引に応じた選手の多くは今でもレースに出場している」等々の反論をした上で、どんな状況でも、もうドーピング問題について話すことは無いと結んでいる。
アームストロングのドーピングについて証言したフロイド・ランディス、フランキー・アンドリュー(妻だけでなく当人も証言)、タイラー・ハミルトンらはいずれも証言前に自らのドーピングが発覚しており、司法取引による減刑狙いの証言である可能性がある。USADAは選手に対し、ランスを有罪に出来る証言と引き替えに減刑すると持ちかけていた。フロイド・ランディスはアームストロングのドーピングに関する証言をする3年前に、「USADAから、アームストロングが何か有罪になるようなことを話せば、最も軽い出場停止で済ませると持ちかけられた」と明言し、「このような提案は全ての反ドーピングのプロセスに影響する。アームストロングのドーピングに関する情報は一切もっていない」と記者会見で話していた。
アームストロングは競技期間中に500回以上もドーピング検査を受けたが、一度も陽性反応が出ていない。ただし上述のタイラー・ハミルトンの証言など、陽性反応をもみ消した疑惑は存在している。
アームストロングの弁護団は、2012年10月10日の発表を受けて、「悪意に満ちた内容」と非難。「古く不確かな情報や強制された証言、密約などに基づいて話を仕立てており、過去にアームストロングが600回に及ぶ薬物検査に合格していることや無罪を証明する証拠を全て無視して、たった1人の競技者を調査するために国民の税金から何百万ドルもの費用を長期間つぎ込んだことを正当化するためのものだ」と述べた。
ツール・ド・フランス個人総合5連覇を達成したミゲル・インドゥラインは、「ドーピング問題については関連する利害関係や国際機関があまりにも多すぎる。USADAのアームストロングに対する態度は異常であり、良心の呵責がないものだ。アームストロングがUSADAとの争いを終了したことに驚かない。スポーツ関係者が納得する単一の権威ある組織によって決定がなされるまで、ツール・ド・フランスの7タイトルはランスが保持すべきだ。」とコメントしていた。
2012年10月22日のタイトル剥奪と永久追放を受けて、インドゥラインはラジオマルカの取材に対し、「私は今でもアームストロングの無実を信じている。彼は常に全てのルールを尊重し、ドーピング検査結果がルールの尊重を裏付けていた。USADAの報告書には少し驚いている。報告書はドーピングについて何の物的証拠も示さず、証言だけに基づいているのはやや奇妙だ。アームストロングはCASに提訴して再び戦うべきだ」とコメントしていた。アルベルト・コンタドールも物証が示されなかった点を挙げて「これはアームストロングに対する屈辱的なリンチだ」として、アームストロングを擁護する見解を示していた。

### アームストロングへの批判的意見
これに対し、アームストロングの永久追放処分を受けて、本人がドーピングを告白する以前から、ドーピング問題に関してアームストロングに批判的な発言をする選手も見られた。
ファビアン・カンチェラーラは、アームストロングとヨハン・ブリュイネールについて厳しく批判。特にアームストロングについては、「奴（アームストロング）は売人そのものだ！」「奴が『最後のモヒカン族』であることを祈っている」と言明した。ブラッドリー・ウィギンスは「人は大人になってゆくと、サンタクロースは嘘であることを理解し始める。アームストロングについても同じだ。」と発言した。マルセル・キッテルはTwitterで「コンタドール、サンチェス、インドゥラインが今なおアームストロングを擁護しているのを読んだ時、私は吐き気がした」とツイートしている。

## UCIの見解
国際自転車競技連合（UCI）は、ドーピング問題の管轄権はUCIにあると主張しているにもかかわらず、上記の通り、USADAがそれを拒否していたことを踏まえ、USADAによる裁定前より公式的見解を示していなかったが、裁定直後も、当初はUCIやWADAのドーピング規程に沿った形での結論を導くことを促す内容のコメントを表明しただけだった。
9月2日、会長のパット・マクエイドは、裁定後初めて記者会見を行い、USADAがアームストロングを永久追放宣告するに至った証拠を示し、かつ我々（UCI）にそれを提供するよう通告した。その上でUCI側は、スポーツ仲裁裁判所(CAS)に提訴するか、はたまたUSADAの裁定を受け入れるかについて、21日間以内に結論づけると述べた。
2012年9月25日、フランス・スポーツ大臣のヴァレリ・フルネイロン(Valérie Fourneyron)に対し、USADAのアームストロングに対するドーピング履歴に関する証拠書類が提出され、それを吟味するまでの間、アームストロングが獲得したタイトル等の剥奪を行わないよう促した。
10月10日、上記のUSADAの一連の報告事例を受け、世界アンチ・ドーピング機関(WADA)の規定に基づきながら、21日間以内にUSADAの裁定を受け入れるかどうかを決定することを明らかにした。場合によっては、スポーツ仲裁裁判所(CAS)に提訴することもありうるとしていた。
10月22日、国際自転車競技連合(UCI)はスポーツ仲裁裁判所(CAS)には上訴せず、USADAの裁定を受け入れる事を発表した。
10月26日、UCIの運営委員会が行われ、独立した委員会を設置して、アームストロングのドーピング違反に対するUCIの対応に問題がなかったかを調査すると発表した。2013年6月1日までに報告書を公表する予定。その中で、2002年から2005年までの間、アームストロングから総計12万5000ドルを受け取っていることが果たして適正な行為だったのかや、2001年のツール・ド・スイスにおいてアームストロングのEPO陽性を隠蔽したとされる疑いについても調査される見通し。また、過日UCIを告訴しているジャーナリストのポール・キメイジの一件についても同様に調査が行われる見通しとなっている。

## WADAの見解
2012年8月、アームストロングが8月23日にUSADAに対する異議申し立てを放棄する意向を表明したことに対し、世界アンチ・ドーピング機関(WADA)のJohn Fahey（英語版）委員長は「反論をやめたということは告発を認めたということ」「容疑には信頼性がある」と語った。10月10日のUSADAの報告事例を受け、ジョン・フェイヒー（John Fahey（英語版））委員長は、USADAを支持する声明を行った。10月14日、元委員長のディック・パウンドは、AFP通信のインタビューで、「UCIがアームストロングにかかる一連のドーピング疑惑を知らなかったとは全く信じられない。私はUCIには何度も忠告してきた。」としてUCIの姿勢を批判した。また、USADAの報告書については称賛した。
11月2日、WADAはUSADAの裁定を受け入れ、CASには提訴しない旨を公表した。また、過日設置されることが決まった、UCIの独立委員会についても注視する構えを見せた。

## 影響

### アームストロングの権威失墜事例
USADAの調査報告書の公表の影響は広がり、著名人の宣伝効果を示すランキングで2008年6月に60位にいたランスは、2012年9月時点では1410位に下落した。
2012年10月12日、ランスはLIVESTRONG財団への悪影響を回避するため、財団の会長を辞任して理事となることを決定した。ナイキはUCI会長にランスのドーピングをもみ消すために金銭授受を行ったと報道された直後に態度を豹変し、ナイキはランスがドーピングに関与した「反論しがたいと思われる証拠」が出てきたとして、ランスとのスポンサー契約を解除すると発表した(ただし癌撲滅を目指している「ランス・アームストロング財団」のスポンサーからは撤退しない)。レディオシャック、それに酒類メーカーのアンハイザー・ブッシュ・インベブもランスとの契約を打ち切った。
フランス自転車競技連盟はUCIの決定を受け、ランスがツアー優勝で獲得した賞金295万ユーロ（約3億円）の返還を求めると表明した。また、ツール・ド・フランス優勝に対し多額の報奨金を支払っていた保険会社の米SCAプロモーションズも、報奨金の返還を求める法的措置を検討していることを明らかにした。請求金額は計1200万ドル（約9億6000万円）に達する可能性がある。10月22日、SCAプロモーションズは、同社が支給した報奨金を含む750万ドル（約6億円）の返還を求める見通し。なお、上記の報奨金とは、SCAがツール・ド・フランスの2004年大会でアームストロングが優勝した場合にボーナス支給を約束したが、アームストロングとUSポスタル・サービス・チームの運営会社テールウィンド・スポーツが、大会6連覇を達成したアームストロングに500万ドルのボーナスが支払われなかったとして04年にSCAを提訴した結果、同訴訟は06年に和解に達し、報奨金500万ドルと金利250万ドル、法務費用の支払いで同意した、というもの。

### UCIへの影響
UCIはドーピングの隠蔽のための賄賂とされた企業とチームオーナーからの資金の流れに関して、ランスからUCIへの正当な寄付金であり、たまたまドーピング問題と時期が重なっただけだとしている。現在のUCI会長パット・マックエイドは、「自転車界にランスの居場所はもうない。彼の存在は自転車レース界の歴史から抹殺すべきだ。選手が自らの健康とこのような結果が生じるリスクを犯してでもドーピングをするかは彼ら自身の責任であり、我々がそのことで責を負うのはお門違いだ。だが、これからも選手たちからの寄付を受け付ける。」と発言した。一方で、なぜドーピングを見抜けなかったかなどの疑惑には一切言及していない。ドーピング問題に関してUCIは一貫して「選手たちの身勝手さに振り回された被害者」を装っており、無責任なご都合主義によってますます選手たちとの溝は深まる、との批判がある。すでに、マックエイドが会見の際に「今回の一件でフロイド・ランディスとタイラー・ハミルトンが英雄であるかのように扱われているが、彼らはガラクタにすぎない」と発言したことに対して、ハミルトンは「マックエイドは偽善者だ」と非難して辞任を求めるなど、混乱が広がりつつある。
AIGCP（プロ自転車選手協会）代表のジョナサン・ヴォーターズは、アームストロングの一件でドーピング問題の混乱・動揺をきたしたとして、自転車競技独自の、独立したドーピング機関の設立をUCIに要求する方針を決めた。
元USポスタル選手のスコット・メルシエは、2011年に同チーム在籍時代にドーピングを強要された話を行ったにもかかわらず、UCI会長のパット・マッケイドが見過ごしていたとして、マッケイドを解任すべきであると、Sky Sportsに語った。なお、メルシエは1997年にUSポスタルのチームドクターであったペドロ・セラヤからドーピングを強要されたことに起因して、同年限りでUSポスタルを退団している。10月25日、グレッグ・レモンは、アームストロングのドーピング問題の混乱を招いた責任は、現会長のパット・マッケイドと、前会長のハイス・フェルブリュッヘンにあるとして、自らのフェイスブックにしたためた文章を複写し、マッケイドの即時解任を要求する書簡をUCIに送った。また、現役自転車選手からも、UCIの今後の姿勢を正す構えが広がりつつある。

### その他の影響
10月19日、USADAの報告書の中で、選手関係者の証言によりドーピング違反の疑いを告発されていたラボバンクは、自転車ロードレースそのものからの撤退を発表した。
10月27日、チーム・スカイは、アームストロングとチームを共にした経験があるショーン・イェーツと、ラボバンクのドーピング問題への関与が疑われているスティーヴン・デ・ヨンフの2人の現場指導者を、同チームのアンチ・ドーピング規程に違反したとして、解任したと発表。加えてラボバンクのドーピング問題への関与が疑われている、チームドクターのヘールト・レインデルス博士とも来季の契約を更新しない意向を示した。11月1日、USADAは、数々のドーピング違反事例の疑いがあるとみて、2012年12月末頃にヨハン・ブリュイネールを聴取する意向を明らかにした。
この問題は、すべての自転車競技者へのイメージを失墜させた。ブラッドリー・ウィギンスの子供は、この事件が発覚した後、学校で「お前の父親もアームストロングと同じように薬物を使用しているのではないか？」と、いじめを受けるようになり、転校を余儀なくされた。